# خط الجندلة

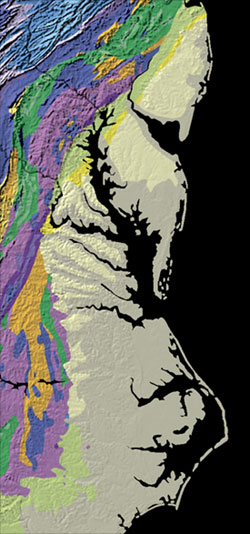

خَط الجَنْدَلَة (بالإنجليزية: Fall line)‏، خط أو منطقة تسقط بها المياه على مجموعة أنهار متوازية. تنشأ منطقة السقوط حين تتقابل منطقةٌ صخرية صلبة مع منطقة صخرية لينة. تزيل عوامل التعرية الصخر اللين بسرعة أكثر من الصخر الصلب. وينشأ عن ذلك سلسلة من الصخور تحت الماء بوساطة الأنهار سريعةَ الجريان ولذلك تنشأ الشلالات. تقوم حافات الهضاب للصخور البركانية، مثل هضبة أنتْرِيم في أيرلندا الشمالية، بتكوين مثل هذه الصخور. وتنشأ مناطق الشلالات الأخرى عندما تَمَسّ سلاسل الجبال السهولَ الساحلية. ويوجد مثال على ذلك في شرقي الولايات المتحدة الأمريكية، حيث تتقابل السلسلة الصخرية الصلبة القديمة لسلسلة جبال الأبالاش مع سهل شاطئ المحيط الأطلسي ذي الصخور اللينة الصغيرة.
وفي كثير من الأنهار، يمثل خط الجندلة أبعدَ نقطة يمكن أن تصل إليها أي سفينة في مجرى ذلك النهر. وتُبْنَى بعض المدن الصناعية بالقرب من خطوط الجندلة، حيث يمكن تسخير النهر سريع الجريان في توليد الكهرباء.

## جغرافيا
لعب منحدر مناطق السقوط على الأنهار دورًا في أنماط الاستيطان. على سبيل المثال ، يمثل خط الخريف الحد الداخلي للملاحة في العديد من الأنهار. على هذا النحو ، نمت العديد من مدن خط الخريف حول نقل الأشخاص والبضائع بين النقل البري والمائي في هذه المرحلة.